# Christian Wilhelm Numsen
Christian Vilhelm (von) Numsen (1689 – 25. september 1756) var en dansk officer, general og broder til Michael Numsen.
Han blev 1707 sekondløjtnant i Grenaderkorpset, 1710 premierløjtnant, 1711 kaptajn ved Dronningens Livregiment, 1715 ved Arnolds Regiment, 1718 ved Livgarden til Fods, 1728 major, 1732 karakt. oberst, 1737 chef for sydjyske nationale, 1747 for falsterske hvervede Regiment, 1745 generalmajor (med anciennitet fra 1742), 1752 hvid ridder, 1755 generalløjtnant.
Han var gift med Sophie Hedevig f. von der Maase (1699 – 18. februar 1739), datter af hofpræst Hector Gottfried Masius.